# 5139 Rumoi
5139 Rumoi eller 1990 VH4 är en asteroid i huvudbältet som upptäcktes den 13 november 1990 av de båda japanska astronomerna Masaru Mukai och Masanori Takeishi vid YCPM Kagoshima Station. Den är uppkallad efter den japanska staden Rumoi.
Asteroiden har en diameter på ungefär 11 kilometer och den tillhör asteroidgruppen Koronis.